# Ian Budge
Ian Budge (* 21. Oktober 1936 in Leeds) ist ein britischer Politikwissenschaftler und Hochschullehrer.

## Leben und Wirken
Ian Budge studierte Politikwissenschaft und Geschichte an der University of Edinburgh und legte dort 1959 seine Magisterprüfung ab. Sein Studium setzte er dann an der Yale University in den USA fort, wo er 1961 ebenfalls einen Magistergrad erwarb und 1967 zum Ph.D. promovierte. Lehrtätigkeiten folgten an der University of Edinburgh (1962 bis 1964) und an der University of Strathclyde (1963 bis 1966). Im Jahre 1966 wechselte er an die University of Essex in Colchester, wo er fortan lehrte und forschte. 1976 wurde er dort zum Professor ernannt. Gastprofessuren hatte Ian Budge an mehreren Universitäten in den USA, Spanien, Italien sowie den Niederlanden und Australien inne. Besonders erwähnt sei seine Tätigkeit am Europäischen Hochschulinstitut in Florenz (1982 bis 1985).
An der University of Essex gründete Budge 1968 die „Essex Summer School in Social Science Data Analysis“, die seither zu einer etablierten Einrichtung für die Fortbildung von Politikwissenschaftlern aus aller Welt geworden ist. Sie entstand in engem Zusammenwirken mit der Arbeit von Budge mit dem „European Consortium for Political Research“, dessen Leiter er von 1979 bis 1983 war.
In seinen wissenschaftlichen Arbeiten beschäftigt sich Ian Budge vor allem mit dem politischen System Großbritanniens, den Parteien und dem Wahlverhalten in demokratisch regierten Staaten.

## Veröffentlichungen (Auswahl)
- (mit Derek W. Urwin): Scottish political behavior. Longman, London 1966.

- Agreement and stability of democracy. Markham, Chicago 1970.
- (Mitautor): Political stratification and democracy. Macmillan, London 1972.
- (mit Cornelius O’Leary): Belfast. Approach to crisis. A study of Belfast politics, 1613–1970. Macmillan, London 1973.
- (Hrsg.): Party identification and beyond. Representations of voting and party competition. Wiley, London 1976, ISBN 0-471-01355-2.
- (mit Dennis J. Farlie): Voting and party competition. A theoretical critique and synthesis applied to  surveys from ten democracie. Wiley, London 1977, ISBN 0-471-99454-5.
- (Mitautor): The new British political system. Government and society in the 1980s. Longman, London 1983, ISBN 0-582-29553-X.
- (mit Dennis J. Farlie): Explaining and predicting elections. Issue effects and party strategies in twenty-three democracies. Allen & Unwin, London 1983, ISBN 0-04-324008-9.
- (Hrsg.): Ideology, strategy and party change. Spatial analyses of post-war election programmes in 19 democracies. Cambridge University Press, Cambridge 1987, ISBN 0-521-30648-5.
- (Hrsg.): The changing British political system. Into the 1990s. 2. Aufl. Longman, London 1988, ISBN 0-582-02041-7.
- (mit Hans Keman): Parties and democracy. Coalition formation and government functioning in twenty states. Oxford University Press, Oxford 1990, ISBN 0-19-827752-0.
- (Mithrsg.): Party policy and government coalitions. Macmillan, London 1992, ISBN 0-333-55617-8.
- (mit Hans-Dieter Klingemann u. Richard I. Hofferbert): Parties, policies, and democracy. Westview Press, Boulder, Colo. 1994, ISBN 0-8133-2068-2.
- The new challenge of direct democracy. Polity Press, Cambridge 1996, ISBN 978-0-7456-1765-7.
- The politics of the new Europe. Atlantic to Urals. Longman, London 1997, ISBN 0-582-23434-4.
- (mit Kenneth Newton u. John R. Bartle): The new British politics. Longman, Harlow 1998, ISBN 0-582-28925-4 (4. Aufl. 2007, ISBN 978-1-4058-2421-7).
- (mit Hans Keman u. Jaap Woldendorp): Party government in 48 democracies (1945–1998). Composition – duration – personnel. Kluwer, Dordrecht 2000, ISBN 0-7923-6727-8.
- (mit Michael D. McDonald): Elections, parties , democracy. Conferring the median mandate. Oxford University Press, Oxford 2005, ISBN 0-19-928672-8.
- Mapping policy preferences. Bd. 1: Estimates for parties, electors, and governments 1945–1998. Oxford University Press, Oxford 2010, ISBN 978-0-19-924400-3.
- Organizing democratic choice. Party representation over time. Oxford University Press, Oxford 2012, ISBN 0-19-965493-X.
- Kick-Starting Government action against climage change. Taylor & Francis, Milton 2021, ISBN 978-1-032-11812-3.

Festschrift
- Judith Bara u. Albert Weale (Hrsg.): Democratic politics and party competition. Essays in honor of Ian Budge. Routledge, London 2006, ISBN 0-415-38505-9.